# Bob Zugmaschinen Hans Hansen
Bob Zugmaschinen GmbH war ein von etwa 1935 bis etwa 1942 oder später existierender kleiner Hamburger Hersteller von Straßenzugmaschinen.

## Unternehmensgeschichte
Die BOB-Zugmaschinen G.m.b.H. Hans Hansen mit Sitz in Hamburg-Wandsbek, Zollstraße 78/79, wird erstmals 1935 als Hersteller von leichten Straßenzugmaschinen genannt. Ansonsten ist im Schrifttum nur wenig über das Unternehmen zu finden; neben manchem Richtigen wird auch mitunter Falsches behauptet. Gelegentlich wird z. B. der Name als Akronym für „Berthold Otterstädt, Bremen“ gedeutet, den Namen einer Gemüsekonservenfabrik der Nachkriegszeit mit Hauptsitz in Bremen, die jedoch mit dem in Hamburg betriebenen Schlepperbau nie etwas zu tun hatte. Ebenso begann der Schlepperbau den vorliegenden Quellen zufolge erst 1935 und nicht bereits 1932.
Bob stellte verschiedene Typen kleiner Straßenschlepper her, die ihr Verbreitungsgebiet hauptsächlich in Hamburg und dessen näherer Umgebung gefunden haben dürften. Der Schlepperbau wurde 1940 kriegsbedingt eingestellt. Letztmals wird das Unternehmen im Jahr 1942 erwähnt, es soll noch einige Zeit Ersatzteile gefertigt haben, nach 1945 bestand es offensichtlich nicht mehr.

## Typen und Modelle
Die kleineren Typen hatten einen Heckmotor, ihre Bezeichnung begann mit „B“. Die größeren Typen hatten einen mit Haube verkleideten Motor vor der Fahrerkabine, ihre Typenbezeichnung begann mit „T“. Alle Fahrzeuge hatten Dieselmotoren. Folgende Typen wurden gebaut:

### B 9
Der Typ wurde von 1935 bis 1940 gebaut, es entstanden 24 Stück 1935, 43 Stück 1936, 53 Stück 1937, 42 Stück 1938, 24 Stück 1939 und 8 Stück 1940.
Der Motor war zunächst ein Einzylindermotor des Typs Deutz A1M313 mit 1021 cm³ Hubraum (Bohrung × Hub: 100×130 mm), später vom Typ MAH 514, 1100 cm³ (Bohrung × Hub: 100×140 mm), zum Schluss vom Typ Deutz MAH 714; die Leistung betrug 8 bis 9 PS. Das Getriebe (3 Vorwärtsgänge, 1 Rückwärtsgang) und die Hinterachse stammten von Prometheus, der Antrieb lief über Ketten. Die Höchstgeschwindigkeit wird mit 16 km/h angegeben, die maximale Zugleistung mit etwa 6 Tonnen. Das Fahrzeug wog 1200 kg und war 2,80 m lang, 1,63 m breit und 1,78 m hoch. Der Radstand betrug 1,78 m oder 1,65 m. Der Schlepper kostete 3200 RM.

### B 10
Der Typ wurde aus dem Typ B9 entwickelt, dem er in vielen Punkten ähnelt, und von 1936 bis 1938 gebaut: 1936 entstanden 50 Stück, 35 Stück 1937, 15 Stück 1938. Er hatte im Unterschied zum B9 eine bis in die Höhe des Fahrerhauses hochgezogene Motorverkleidung. Als Motoren kamen zunächst ein Deutz A1M313 (100×130 mm), später MAH 814 (100×140 mm) mit 9–10 PS zum Einbau. Wahlweise stattete man den Typ auch mit dem Einzylindermotor KD15E der Firma MWM (95×150 mm, 10 PS) aus. Das Fahrzeug wog 1850 kg und war 3,30 m lang, 1,68 m breit und 1,81 m hoch, der Radstand betrug 1,675 m. Die Zugleistung wird mit 8,5 Tonnen, die Höchstgeschwindigkeit mit 20 km/h oder 15 km/h angegeben. Das Fahrzeug kostete 3800 RM.
Die auf Wunsch lieferbare Variante „B10 Spezial“ verfügte über eine kardanwellen- statt kettengetriebene Hinterachse.

### B 20
Der Typ glich er in vielen Punkten dem B10, von dem er sich im Wesentlichen durch Einbau eines stärkeren Motors unterscheidet. Er wurde -wie der B10- von 1936 bis 1938 gebaut: 1936 entstanden 15 Stück, 21 Stück 1937, 10 Stück 1938. Als Motor kam der Zweizylindermotor Deutz F2M313 (100×130 mm, 20 PS), auf Wunsch auch der KD15Z der Firma MWM (95×150 mm, 19 PS) zum Einbau. Die Zugleistung wird mit 10–12 Tonnen, die Höchstgeschwindigkeit mit 20 km/h angegeben. Er kostete 3980 RM.

### T 20
Der Typ erschien 1937, von ihm wurden 16 Stück 1937, 37 Stück 1938 und 53 Stück 1939 gebaut, 1940 eine unbekannte Zahl, zu schätzen auf etwa 40–45 Stück. Im Gegensatz zu seinen Vorgängern befand sich der Motor (der aus dem B 20 bekannte Zweizylindermotor Deutz F2M313 (100×130 mm), 20 PS) vor der Fahrerkabine und war mit einer eckigen Kühlerhaube verkleidet. Der Radstand betrug 2,00 oder 2,20 m, die Länge 3,50 oder 3,65 m, die Breite 2,00 m und die Höhe 1,75 m. Das Fahrzeug wog 1600–1800 kg, fuhr maximal 20 km/h und zog bis zu 10–12 Tonnen. Der Kunde konnte den Einbau eines elektrischen Anlassers wünschen.
Ab 1939 erhielt das Fahrzeug den neuen Zweizylinder-Deutz-Motor F2M414 (100×140 mm, 22 PS) sowie eine leicht veränderte Karosserie: 3,65 m lang, 1,68 m breit, 1,81 m hoch, Radstand 2,15 m, Fahrzeuggewicht bis zu 1980 kg, Zugleistung maximal 12 Tonnen.

### D.K.8
Ab 1937 bot Bob ferner einen mit „Diesel-Schleppkarre“ (D.K.) bezeichneten Fahrzeugtyp an, hierbei könnte es sich um Sattelschlepper-Zugmaschinen gehandelt haben. Der ursprüngliche Typ D.K.8 hatte 8 PS und eine Zugkraft von 2 bis 3 Tonnen, 1938 kam der Typ „D.K.20“ mit 20 PS-Motor und 6 Tonnen Zugkraft hinzu, 1939 wurde der Typ D.K.8 ersatzlos gestrichen.

### Lastkraftwagen
Aus den Zulassungs- und Produktionsstatistiken des Deutschen Reiches ergibt sich, dass Bob auch Lastkraftwagen gebaut haben muss. Im Schrifttum ist indessen zu diesen nirgendwo etwas zu finden. Erwähnt sind folgende Typen:
- 1–2 Tonnen Nutzlast: 1937: 33 Stück gebaut[9], 1939: 6 Stück zugelassen[10], 1940: 3 Stück zugelassen[11]
- 2–3 Tonnen Nutzlast: 1939: 45 Stück zugelassen[10], 1940: 32 Stück zugelassen[11]
- 3–4 Tonnen Nutzlast: 1939: 9 Stück zugelassen[10]

Weitere Angaben zu diesen Typen sind aufgrund des Publikationsstandes derzeit nicht möglich.

### Sonstige Typen
Der manchen Ortes behauptete Ackerschlepperbau ist nicht nachweisbar.
Im Schell-Plan war vorgesehen, dass Bob zusammen mit den Firmen Deuliewag, Hanno und Primus einen gemeinsam zu entwickelnden 20-PS-Straßenschlepper bauen sollte. Dazu ist es aber infolge der Kriegsereignisse nicht mehr gekommen.